# Eric Mtshatsha
Eric Mtshatsha (* unbekannt; † 25. April 2015 in Pietermaritzburg) war ein südafrikanischer Fußballfunktionär.

## Sportlicher Werdegang
Mtshatsha war langjähriges Mitglied der South African Football Association, für die er in verschiedenen Funktionen tätig war. Seine Tätigkeit als Fußballfunktionär begann er 1972 im Regionalverband für Natal. Er gehörte später dem Organisationskomitee für die in Südafrika ausgetragene Weltmeisterschaftsendrunde 2010 an. Zuletzt war er Präsident des SAFA-Regionalverbandes für uMgungundlovu.
Kurz vor seinem Tod im Frühjahr 2015 war Mtshatsha zum Ehrenmitglied des südafrikanischen Verbandes ernannt worden.